# Limón (miasto)
Limón (Puerto Limón) – miasto w Kostaryce, położone we wschodniej części kraju, na wybrzeżu Morza Karaibskiego, w odległości 168 km na wschód od stolicy kraju San José. 

## Historia
W miejscu obecnego miasta istniała indiańska osada Cariay, do której zawinął Krzysztof Kolumb. Dynamiczny rozwój zapewniło miejscowości dopiero wybudowanie linii kolejowej (po 1867), którą wywożono kawę z Valle Central oraz banany.

## Gospodarka i komunikacja
Stanowi główny port morski kraju oraz ośrodek administracyjny prowincji Limón. Limón to trzecie pod względem liczby ludności miasto kraju. Ludność: 65,7 tys. (2008). W mieście przeważa ludność pochodzenia afrykańskiego, która została tu sprowadzona pod koniec XIX wieku z Jamajki do budowy linii kolejowej.
Limón stanowi główny port atlantycki Kostaryki, przez który wywozi się dwa najważniejsze kostarykańskie towary eksportowe: banany i kawę. Decyzję o jego budowie podjęto w 1867. Wkrótce doprowadzono też tutaj linię kolejową ze stolicy kraju San José, która znacznie ułatwiła dowóz produktów do portu i umożliwiła szybszy rozwój kraju. W latach 60. XX wieku powstała tutaj rafineria ropy naftowej. Funkcjonuje tu również lokalny port lotniczy.

## Turystyka
Limón nie posiada żadnych interesujących zabytków. Turystów przyciąga za to doroczny festiwal uliczny w październiku. Ponadto w pobliżu miasta znajdują się dwa ciekawe parki narodowe: Park Narodowy Cahuita, chroniący największą kostarykańską rafę koralową oraz Park Narodowy Tortuguero, obejmujący tereny leśne i namorzyny nad sztucznymi kanałami Tortuguero.